# 第二次大马士革农村省攻势
第二次大马士革农村省攻势是叙利亚内战期间叙利亚政府军2012年8月至10月在大马士革农村省发动的一场攻势。

## 背景
在政府军于大马士革战役中击败反对派武装之后，在大马士革部分地区仍有零星冲突发生。在这一地区反对派武装使用游击战术袭击安全部队。在2012年8月初，政府军加大了反游击作战，试图使大马士革农村省恢复到战前状态。

## Al-Tall区的战斗
Al-Tall被认为是大马士革附近反对派的一处重要军事基地。大马士革战役开始之初，反对派武装突袭了两处政府建筑，据报道俘虏了40名政府军并缴获了一批武器。该地区也是在大马士革反对派被击败后撤退到的地方之一。在7月末，反对派在Al-Tall集结以准备对大马士革发动再一次攻击。在8月初，叙利亚政府军对反对派武装阵地的炮击日趋猛烈。在3名叙利亚国有电视台记者被绑架之后，该地区被政府军完全包围。在8月17日，政府军控制了该地区并清除了该地区反对派武装，而叙利亚全国委员会将该地区描述为是一片“危险地带”。3名被绑架的记者被叙利亚政府军解救。据报道在政府军行动之后，在该地区有58具被处决平民的尸体被发现。

## 大马士革南郊的战斗
8月17日，政府军与反对派武装在梅泽赫区附近的空军基地爆发战斗。
8月20日，大马士革的活动人士报道在梅泽赫区双方再次爆发战斗。直升机对这一地区进行轰炸，导致至少12人丧生。
8月22日，当地居民和活动人士报道大马士革南部的德拉雅、卡法索塞、Qadam和Nahr Aisha遭到政府军猛烈炮击。至少40名平民在炮击中丧生。伴随着炮击，政府军还出动武装直升机进行攻击，以及地面部队对大马士革南部的突袭。据报道政府军突袭的目标为反对派的迫击炮部队，据报道这些迫击炮部队在前些日子对梅泽赫区的军用机场发动过袭击。根据一名活动人士的说法，在死者中至少有36名是反对派武装分子。反对派的内战观察组织“大马士革媒体办公室”成员Maaz al-Shami声称在之前几周从大马士革撤出的反对派武装开始返回大马士革。
8月23日，政府军在德拉雅发动攻势的同时，在大马士革也同时发动一次重要行动。政府军此时的行动被认为有机会能一次消灭首都地区的所有反对派武装。有多个城区被政府军切断与外界的联系。据报道有多名反对派武装分子被处决，之后在8月24日，这些武装分子的尸体被发现。政府军还在卡法索塞逮捕多名平民。叙利亚国家媒体报道在Nair Aisha地区发现并消灭了隶属于某反对派组织的多名成员。据估计行动中有8到12人丧生。
9月7日，在大马士革南郊的Kazaz，在反对派袭击一处政府军检查站之后，政府军和反对派发生交战。在Mezzeh区的叙利亚最高法院和新闻部大楼之间发生一起炸弹袭击事件。
9月12日，政府军开始对大马士革南郊的哈賈拉斯瓦德镇进行炮击。该镇被认为是反对派在大马士革南郊的最后几处据点之一。炮击持续到9月19日。当天早上反对派从哈賈拉斯瓦德、al-Qadam和al-A'sali撤出，政府军随后进入了这些地区。据报道政府军还进攻了大马士革西南的Muadhamiya、Judaydat Artuz和Kanakir以及大马士革西北的Qudsaya。在战斗中，据报道政府军在哈賈拉斯瓦德击毙了数十名反对派武装。
9月15日，叙利亚国家媒体报道政府军在Al-Sbeineh开展行动。在行动中政府军找到了17具被击毙的武装分子的尸体，这些尸体被他们的同伴焚烧以避免被认出。当天叙利亚政府军还摧毁了3辆反对派的武装皮卡。
9月23日，政府军开始炮击距离大马士革11英里的反对派占领的城镇Al Thiabieh。之后来自Al Thiabieh及被包围地区的反对派武装发动反攻，炮击也因此变得更加猛烈。在炮击持续3天后，两名武装分子被炸死，叙利亚自由军从该镇撤离，政府军也在26日进入该镇。根据反对派活动人士及武装分子的说法，在进入小镇之后，政府军开始突袭当地居民的住宅，杀死了50人。当天结束时，政府军在完成行动之后撤离了Al Thiabieh。据报道大约40至107人在行动中丧生，而反对派称这次行动是一场屠杀。

## 穆阿达米耶的行动
继7月底持续2天导致120人丧生的行动之后，政府军在8月20日开展新的行动。反对派击退了政府军第一次进攻但政府军很快成功击败了反对派武装。据估计行动中总共有86人丧生，其中有一半的人是被政府军处决的被怀疑是反对派武装的人。叙利亚人权观察组织证实死者中至少23人是反对派武装。叙利亚国家媒体公布的一段录像中显示在该地政府军缴获了大量武器。

## 德拉雅的战斗
在政府军攻势初期，反对派袭击了在德拉雅郊外的一处检查站，反对派宣称打死了30名政府军士兵。
8月20日，德拉雅第一次遭到政府军炮击。在炮击中12名反对派武装被炸死。
8月21日，政府军开始这对德拉雅的反对派据点进行为期3天的炮击，据报道有70人在炮击中丧生，其中至少18人是反对派武装分子。在炮击之后，数百名政府军在直升机和装甲车的支援下攻入德拉雅。行动中只遭受轻微抵抗。在政府军的进攻之下最后残存的反对派组织也撤退了，而反对派的活动人士对年轻人可能仅仅因被怀疑是反对派武装就被处决表示担心。
8月25日，据报道在该镇有200具尸体被发现。其中的大部分人很明显是被处决的。叙利亚人权观察组织（SOHR）报道在针对德拉雅的进攻中死亡人数达到270人，这其中包括妇女、儿童和反对派。在当天的政府军扫荡中有一名反对派武装分子被击毙。一座清真寺附近有40到50具尸体被发现。在200名死难者中有80人确定是平民，还有120具尸体的身份有待确定。
8月26日，SOHR更新了关于德拉雅的消息，声称自政府军发动进攻后有320人丧生，这其中的大部分是在先前几天中被处决的。
叙利亚官方通讯社报道政府军清除了城内的反对派武装，这些人在城内针对居民犯罪，还毁坏了公用和私人财产。但是，联合国秘书长潘基文指责在德拉雅发生的屠杀事件，称这是“骇人听闻而且野蛮的罪行”。而埃及总统穆尔西呼吁叙利亚政府的盟国帮助将阿萨德政权赶下台。在开始对中国和伊朗的访问前，穆尔西第一次接受了国际新闻媒体的采访，他对路透社说：“现在是结束这场屠戮、恢复叙利亚人民所有权利并推翻这个大肆杀害平民的政权的时候了。”
数天后，当地还有尸体被发现，当地居民声称死亡人数已经达到400人。
8月29日，英国独立报记者罗伯特·菲斯特进入该镇并与当地居民交谈，其中一些居民没有受到叙利亚官员的监视。当地居民给出了一些与西方媒体不同的消息。一些人声称叙利亚自由军最起码和一部分屠杀事件有关，他们屠杀了亲政府的平民和退役士兵。他们还声称他们的住宅被反对派武装占用，在部分情况下还被反对派摧毁。还有一些居民声称他们不知道谁需要对屠杀负责。该名记者还和多名叙利亚官员交谈，他们告诉记者针对该镇的进攻开始于交战双方交换战俘的谈判破裂之后。

## 大马士革东郊的战斗
8月27日，一名反对派指挥官声称自从发动攻势以来，政府军部队已经从大马士革西部向东转移至古塔地区。在完成对德拉雅地区反对派的围剿之后，古塔地区已经成为了政府军下一个目标。他说古塔是一些最具实力的反对派组织的老巢，还声称在与此同时反对派整试图再次攻入大马士革，而这一次将会更加有组织。这一天稍早时候，在大马士革东部加本区的冲突中，一架政府军的攻击直升机被击落。
同一天，在古塔东北部的Saqba，反对派攻击了多个政府军据点，夺取了多个政府军检查站。在攻击之后，反对派活动人士报道政府军对毗邻的Zamalka进行空袭，导致60人丧生。而政府军对Saqba的空袭导致的伤亡还不确定。
8月29日，反对派宣称攻占了古塔地区的一座政府军导弹仓库，缴获了10枚导弹。
9月7日，在大马士革东部的Salhayeh发生一起炸弹袭击事件，导致多名政府军士兵丧生。在Tadamon，政府军与叙利亚自由军爆发冲突，至少有4名政府军士兵被反对派打死。政府军攻占了反对派武装固守的Babila镇。在Zamalka和Qatana有45具尸体被发现，而在Harasta有16名年轻人的尸体被发现。
9月20日，数百名政府军封锁了雅穆克区并在区内进行多次搜查行动。5名在该区被抓获的反对派被处决。
10月5日，反对派在大马士革东郊取得进展，夺取了一座空军基地并缴获多枚导弹。网上流传的视频显示数十名身着政府军制服的反对派在进行庆祝，而他们身后的空军基地升起阵阵浓烟。与此同时，大马士革的反对派抓获了一名叙利亚共和国卫队的军官，并拍摄了一段视频。视频中这名军官声称自己是Ahmad Reaidi上校。在大马士革东郊，据报道一架武装直升机被反对派击落。
10月24日至25日，在大马士革市郊的Harasta镇，反对派在小镇边缘夺取了两处政府军检查站，随后政府军用坦克和火箭炮猛轰该镇。
10月26日，为纪念开斋节而进行的临时性停火在数小时内失效。在全国范围内都有战斗爆发，而Harasta镇遭到猛烈炮轰，至少10人丧生。
10月30日，政府军对大马士革市区的哈賈拉斯瓦德和市郊的Yabroud、Hazza和Harasta发动空袭。在大马士革市中心的一起汽车炸弹袭击中至少11人丧生。而在针对哈賈拉斯瓦德的空袭中，一辆巴士被击中，10人丧生。空袭夷平了杜馬地区，导致18人丧生。在哈賈拉斯瓦德爆发了战斗，战斗还蔓延到了雅穆克难民营。该难民营有11万2000名巴勒斯坦人居住，这其中既有效忠于叙利亚政府的，也有和反对派合作的。亲叙利亚政府的巴勒斯坦人与叙利亚自由军发生了冲突。
10月31日，自由敘利亞軍（FSA）宣称他们获得了一支由反对阿萨德的巴勒斯坦人组成的武装派别的支持，这支部队名为（或称暴风旅Storm Brigade），已经被武装起来以控制难民营。PFLP-CG领导人Ahmed Jibril和他的手下被指责骚扰营内的居民并攻击FSA武装分子。许多来自难民营的巴勒斯坦人也加入了其他FSA部队并在大马士革的Tadamon区和哈賈拉斯瓦德区与FSA并肩作战。
11月25日，反对派控制了位于东古塔地区的Marj al-Sultan空军基地，在战斗中两架政府军直升机被击落。这次战斗直接导致了第三次大马士革农村省攻势。

## 其他行动
10月7日，政府军突袭了大马士革西部反对派武装控制的al-Hameh和Qudsaya两座小镇，反对派被迫撤出这两地。反对派活动人士报道称在al-Hameh发生了屠杀事件，有21－30人遇害，其中至少有1人是反对派武装分子。-30 

## 综述
在大马士革及其周边的大马士革农村省，政府军进行越来越多的作战任务，作战强度也越来越强。这一迹象的后果就是在这一地区之前属于反对派重镇的地方，反对派发动反攻的能力越来越弱。而这也是政府军在这些之前属于反对派重镇的地方采取新的并且更加猛烈的战术的后果。一名米丹区的居民说所有人要么被杀要么被政府军逮捕。与之前的战斗相反，政府军对居民和已经甄别出来的武装分子一样对待。
来自反对派组织Avaaz的Wissam Tarif说政府军的战略是不停的挑起和叙利亚自由军的冲突以试图拖垮他们，政府军的行动正日趋猛烈，并且已经连续10天日日夜夜不间断的作战。叙利亚政府军已经完全封锁了叙黎边境以防止大马士革南部的反对派获得增援和武器。
来自反对派活动人士的关于处决的报道前所未有的多，这些处决被视为对大马士革附近窝藏反对派的居民的惩罚或者是恫吓。反对派活动人士声称大部分被杀的人是平民，尤其是男性。这些活动人士还宣称自8月初至8月24日，死亡人数已经达到730人。比起同一时间政府军发动的阿勒颇战役，政府军的反叛乱行动更加违背法律准则。
反对派组织“地方协调委员会”声称在8月25日，大马士革有310人被杀。这是该组织报道中叙利亚内战期间单日死亡人数最高的一天。
8月27日，据一名反对派指挥官报道，反对派正试图将战斗重新带回大马士革，以减轻政府军对反对派控制地区的进攻。
在10月初，反对派活动人士声称，在政府军进攻之下，政府军已经成功将大部分反对派武装从大马士革南郊赶了出去。在某些情况下，反对派武装之所以撤退是因为在失去当地人的支援之后，反对派缺乏弹药所致。据估计在9月期间有1471名反对派武装和平民在大马士革及其周边丧生，而政府军的攻势仍在继续。与此同时，政府军宣称在大马士革周边的军事行动即将结束。
在11月中旬，反对派似乎在争夺大马士革附近两处军事基地的战斗中占得主动，并且反对派正试图切断大马士革和大马士革国际机场之间的主要高速公路。这使得政府军发动了新的攻势。